# Olosvaara
Olosvaara är en kulle i Finland.   Den ligger i den ekonomiska regionen  Tornedalens ekonomiska region  och landskapet Lappland, i den norra delen av landet, 800 km norr om huvudstaden Helsingfors. Toppen på Olosvaara är 350 meter över havet, eller 193 meter över den omgivande terrängen. Bredden vid basen är 6,5 km.
Terrängen runt Olosvaara är huvudsakligen platt, men den allra närmaste omgivningen är kuperad. Runt Olosvaara är det mycket glesbefolkat, med 2 invånare per kvadratkilometer.